# Tony Cárdenas
Tony Cárdenas, né le 31 mars 1963 à Los Angeles, est un homme politique américain, élu démocrate de Californie à la Chambre des représentants des États-Unis de 2013 à 2025.

## Biographie
Tony Cárdenas est originaire de Los Angeles. Après des études à l'université de Californie à Santa Barbara, dont il sort diplômé en 1986, il devient agent immobilier et agent d'assurance.
En 1996, il est élu à l'Assemblée de l'État de Californie. En 2002, il se présente au conseil municipal de Los Angeles à l'occasion d'une élection partielle mais il est battu. Il y est cependant élu l'année suivante.
En 2012, il est élu à la Chambre des représentants des États-Unis dans le 29e district de Californie en rassemblant 74,1 % des voix face à David Hernandez, candidat sans étiquette. Il est réélu avec 74,6 % des suffrages en 2014 devant le républicain William Leader.
Il ne se représente pas lors des élections de novembre 2024.